# Evangelisch-Lutherse kerk (Bergen op Zoom)
De Evangelisch-Lutherse kerk is een voormalig Luthers kerkgebouw in de Noord-Brabantse stad Bergen op Zoom, gelegen aan Faurestraat 14.

## Geschiedenis
De oorsprong van de Lutherse gemeente in Bergen op Zoom ligt in de vaak uit Duitsland afkomstige soldaten van het Staatse garnizoen. Zij maakten voor hun godsdienstoefeningen gebruik van de Sint-Margarethakapel aan de Geweldigerstraat dat deel uitmaakte van het voormalige Minderbroedersklooster, een klooster dat in 1580 werd opgeheven. Ook de Waalse Gemeente kerkte er.
Het Calvinistisch stadsbestuur was aanvankelijk niet erg tolerant ten aanzien van andersdenkenden, waaronder de Lutheranen. Omdat dezen echter nauw verbonden waren met het garnizoen moest er toch enige soepelheid worden geboden. Toen vanaf 1672 de tolerantie toenam kon in 1698 een Lutherse gemeente worden gesticht met een eigen predikant.
Einde 18e eeuw trokken eerst de Engelsen, daarna de Fransen, in de kapel, die erg werd beschadigd. Vanaf 1795 had Bergen op Zoom bovendien geen garnizoen meer. Dit leidde tot armoede, hoewel de Lutheranen de kapel in 1798 weer gerestaureerd hadden.
In 1829 werd de Waalse gemeente opgeheven en werd de Margarethakapel dus een Lutherse kerk. In 1857 kreeg de kerk een Rogier-orgel. De overige gebouwen van het Minderbroederklooster waren intussen in gebruik als Algemeen Burgerlijk Gasthuis.
In 1935 werd het kerkgebouw onteigend door de gemeente, die een reorganisatieplan voor de binnenstad tot uitvoer wilde brengen. Daarom werd in 1938 een nieuw kerkgebouw aan de Faurestraat in gebruik genomen. Deze kerk lag door gebouwen ingesloten waardoor hij moeilijk herkenbaar was. In deze kerk, naar ontwerp van F.J. Rampart, werd ook het Rogier-orgel weer geplaatst.
Vanaf 1969 kerkten ook de Remonstranten en de Vrijgemaakten in deze kerk. Toen de Lutheranen in 2004 deel gingen uitmaken van de Protestantse Kerk in Nederland ging de Bergense gemeente daar niet in mee. Het aantal lidmaten was ondertussen al zover gedaald dat de Lutherse gemeente werd opgeheven en de kerk in 2009 werd gesloten en verkocht aan de Regionale Scholen Gemeenschap. De Vrijgemaakten konden tijdelijk gebruikmaken van een andere ruimte van de scholengemeenschap totdat ze in 2010 de beschikking kregen over de Emmauskerk.